# Manat (ssaki)
Manat (Trichechus) – rodzaj wodnych ssaków łożyskowych z rodziny manatowatych (Trichechidae).

## Rozmieszczenie geograficzne
Rodzaj obejmuje gatunki występujące w przybrzeżnych rejonach zachodniej części Oceanu Atlantyckiego, od Florydy po północną Brazylię oraz baseny Amazonki i Orinoko.

## Charakterystyka
Długość ciała 250–390 cm; masa ciała 460–1620 kg.

## Systematyka
Rodzaj zdefiniował w 1758 roku szwedzki przyrodnik Karol Linneusz w 10 wydaniu Systema Naturae, publikacji swojego autorstwa poświęconej systematyce zwierząt. Gatunkiem typowym jest (oznaczenie monotypowe) manat karaibski (T. manatus).

### Etymologia
- Trichechus (Trichecus, Thrichechus): gr. θριξ thrix, τριχος trikhos ‘włosy’; εχω ekhō ‘mieć, posiadać’[13].
- Manatus: hiszp. manatí ‘manat, krowa morska’, od hait. manati ‘duży bóbr’[14]. Gatunek typowy (późniejsze oznaczenie): Trichechus manatus Linnaeus, 1758.
- Oxystomus: gr. οξυς oxus ‘ostry, spiczasty’; στομα stoma, στοματος stomatos ‘usta’[15]. Gatunek typowy (oznaczenie monotypowe): Trichechus manatus Linnaeus, 1758.
- Nemodermus: gr. νεμω nemō ‘paść się’[16]; δερμα derma, δερματος dermatos ‘skóra’[17].
- Halipaedisca: gr. ἁλι- hali- ‘morski’, od ἁλς hals, ἁλος halos ‘morze’; παιδισκη paidiskē ‘dziewczynka, dzieweczka’[18].

### Podział systematyczny
Do rodzaju Trichechus zaliczane są 3 współcześnie żyjące gatunki, zamieszkujące równikowe i podzwrotnikowe rzeki i estuaria oraz gatunki wymarłe, których pozycja taksonomiczna nie została jednoznacznie uzgodniona.
| Grafika | Gatunek                 | Autor i rok opisu | Nazwa zwyczajowa | Podgatunki         | Rozmieszczenie geograficzne | Podstawowe wymiary             | Status IUCN |
| ------- | ----------------------- | ----------------- | ---------------- | ------------------ | --- | ------------------------------ | ----------- |
|         | Trichechus manatus      | Linnaeus, 1758    | manat karaibski  | 2 podgatunki       | południowo-wschodnie Stany Zjednoczone, Wielkie Antyle, karaibskie wybrzeże Meksyku, Ameryka Środkowa i północna Ameryka Południowa (do wschodniej Brazylii | DC: 250–390 cm MC: do 1620 kg  | VU          |
|         | Trichechus senegalensis | Link, 1795        | manat afrykański | gatunek monotypowy | rzeka Senegal (Mauretania) na południe do rzeki Longa (Angola) i w górę dużych rzek, w głąb lądu do Maciny (Mali) i jeziora Tréné (Czad)                    | DC: do 350 cm MC: około 460 kg | VU          |
|         | Trichechus inunguis     | (Natterer, 1883)  | manat rzeczny    | gatunek monotypowy | Nizina Amazonki wraz z estuarium (Kolumbia, Brazylia, Ekwador i Peru)                                                                                       | DC: do 300 cm MC: około 450 kg | VU          |

Kategorie IUCN:  VU  – gatunek narażony. 
Opisano również gatunek wymarły z późnego plejstocenu występującego na obszarze dzisiejszej Brazylii:
- Trichechus hesperamazonicus Perini, Nascimento & Cozzuol, 2020